# Sho Kosugi
 (septembre 2017).
Si vous disposez d'ouvrages ou d'articles de référence ou si vous connaissez des sites web de qualité traitant du thème abordé ici, merci de compléter l'article en donnant les références utiles à sa vérifiabilité et en les liant à la section « Notes et références ».
Sho Kosugi, né Shōichi Kosugi (小杉 正一, Kosugi Shōichi), le 17 juin 1948 est un acteur japonais connu pour les films d'arts martiaux dans lesquels il a joué, tenant dans pratiquement tous un rôle de ninja.

## Filmographie sélective
- 1974 : Le Parrain 2 de Francis Ford Coppola
- 1981 : L'Implacable Ninja (Enter the Ninja) de Menahem Golan
- 1983 : Ultime violence (Revenge of the Ninja) de Sam Firstenberg[1]
- 1984 : Ninja III (Ninja III: The Domination) de Sam Firstenberg
- 1985 : Prière pour un tueur (Pray for Death) de Gordon Hessler
- 1988 : L'Arme absolue (Black Eagle) d'Eric Karson
- 2009 : Ninja Assassin de James McTeigue
- prochainement : The Fourth Horseman de Enzo G. Castellari